# Mellera insignis
Mellera insignis är en akantusväxtart som beskrevs av Vollesen. Mellera insignis ingår i släktet Mellera och familjen akantusväxter. Inga underarter finns listade i Catalogue of Life.